# Honigernte (Altes Ägypten)
Die Honigernte war im Alten Ägypten ein zentrales Thema in der altägyptischen Mythologie und im Königskult. Um 3000 v. Chr. galt Honig als „Speise der Götter“ und als Quelle der Unsterblichkeit: Ein Topf Honig wurde mit dem Wert eines Esels aufgewogen. Bei Ausgrabungen von Königsgräbern wurde Honig oft als Grabbeigabe gefunden. Die bestbezeugten älteren Darstellungsformen befanden sich in der Weltkammer des Sonnenheiligtums von Niuserre (2455 bis 2420 v. Chr.).  

## Grundlagen
Die Grundlage der Planung bildete der altägyptische Mondkalender, der gegenüber dem altägyptischen Verwaltungskalender den Vorteil hatte, dass die Jahreszeiten nicht durch das altägyptische Kalenderjahr wanderten.

### Locken der Bienen
Die saisonalen Vorbereitungen zur Honigernte begannen mit dem Anlocken der Bienen. Dazu erzeugte der zuständige altägyptische Beamte in seiner Funktion als Honigmann ein bienenähnliches Geräusch, indem er einen Krug an seine Lippen führte und durch unterschiedliche Atmungsrhythmen eine Bienenkönigin nachahmte. Durch direkte Beantwortung der Bienenkönigin konnte der Honigmann feststellen, ob das natürliche Ausschwärmen bevorstand oder durch ihn ausgelöst werden musste. 
Eine junge Bienenkönigin fliegt bei sonnigem Wetter mehrmals zu einem Hochzeitsflug aus. Dabei paart sie sich mit insgesamt bis zu 20 Drohnen hoch in der Luft. Der Drohn stirbt bei der Kopulation. In Unterägypten wurden im Mai die Drohnen dann aus dem Bienenstock bei der so genannten „Drohnenschlacht“ wieder vertrieben; in Oberägypten ab Juni.

### Füllen und Versiegeln
Im Bienenstock wird der zuckerhaltige Saft an die Stockbienen weitergegeben. Ab einem Wassergehalt von 30 bis 40 % wird der etwas eingedickte Nektar über und auch im Brutnest in leeren Wabenzellen ausgebreitet. Die weitere Verdunstung des Wassers wird jetzt durch Fächeln mit den Flügeln beschleunigt. Schließlich wird ein Wassergehalt von unter 20 % erreicht. Damit ist der Trocknungsvorgang Füllen des Honigs durch die Bienen abgeschlossen. 
Der jetzt fertige Honig wird noch einmal umgetragen und in Lagerzellen über dem Brutnest eingelagert, wobei er mit einer luftundurchlässigen Wachsschicht überzogen wird. Dieser Vorgang wurde als Versiegeln des Honigs bezeichnet und war das Zeichen für die beginnende Honigernte. Geerntet wurden zumeist nur die Überschüsse der Bienenproduktion. Die Haupternte fand in Unterägypten in den Monaten Menchet (August) und Hut-heru (September) statt; in Oberägypten im Monat Ka-her-ka (Oktober bis November).